# Bernie Marsden
Pour les articles homonymes, voir Marsden.
Bernard John Marsden, dit Bernie Marsden, né le 7 mai 1951 à Buckingham (Angleterre) et mort le 24 août 2023, est un musicien britannique.
Bernie Marsden joue avec Glenn Cornick pour le groupe Wild Turkey en 1974, puis avec le groupe Babe Ruth entre 1975 et 1976 avant de devenir membre du groupe Paice, Ashton & Lord en 1977. Il rejoint le groupe Whitesnake en 1978 après avoir refusé une offre de Paul McCartney pour rejoindre son groupe Wings. Après l'album Saints & Sinners, il quitte Whitesnake et forme Alaska.

## Biographie

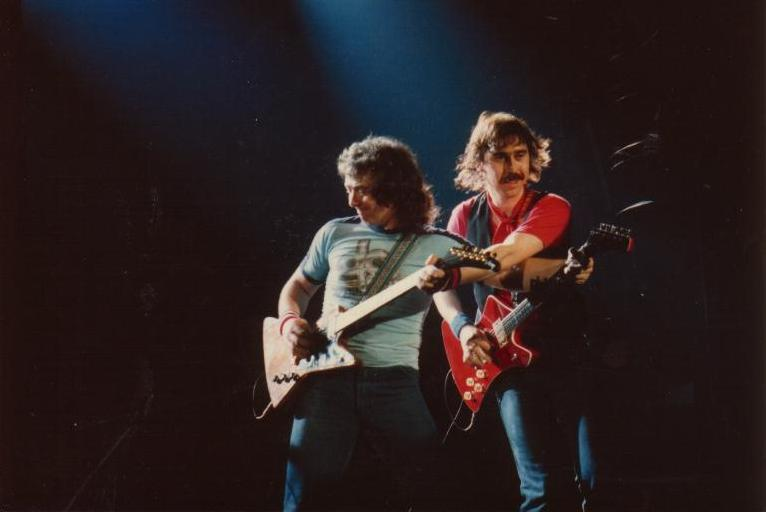
Bernie Marsden et Micky Moody (Whitesnake) en 1981.

## Discographie

### Whitesnake
- 1978 - Snakebite
- 1978 - Trouble
- 1979 - Lovehunter
- 1980 - Ready an' Willing
- 1980 - Live...in the Heart of the City
- 1981 - Come an' Get It
- 1982 - Saints & Sinners

### Alaska
- 1984 - Heart of the storm
- 1985 - The Pack

### The Moody Marsden Band
- 1992 - Never Turn Our Back on the Blues
- 1994 - Live In Hell - Unplugged
- 1994 - The Time Is Right for Live
- 1994 - Real Faith
- 1999 - In Concert & Studio Outtakes Mainly Guitars
- 2000 - The Night the Guitars Came to Play
- 2001 - Ozone Friendly
- 2004 -  The Best Of
- 2014 - Shine

Shine inclut notamment une nouvelle version de la chanson Trouble de Whitesnake, qui figure sur l'album homonyme de 1978, avec son chanteur David Coverdale. De plus, pour l'enregistrement de cet album, Marsden a invité, entre autres, Joe Bonamassa, Ian Paice et Don Airey.